# 李春丽
李春丽（1962年2月28日—），广西桂平人，新西兰籍华裔女子乒乓球运动员。她曾获得1982年亚洲乒乓球锦标赛女子团体金牌。她还在2002年英联邦运动会上获得了1枚金牌，1枚银牌和2枚铜牌。